# Rushedo Robinson
Rushedo Robinson (Road Town, 6 giugno 1990) è un ex calciatore anglo-verginiano, di ruolo difensore.